# Bataille de Bossangoa
Conflit centrafricain
Batailles
- Bouca
- Gaga
- Bouar
- Massacre de Bouar
- Incendie de Camp Bangui
- 1er Massacre de Boali
- 2e Bangui
- Bossangoa
- Opération Sangaris
- Bozoum
- Massacre de Bohong
- Massacre de Bossembélé‎
- Massacre de Bossemptélé
- Massacre de Baoro
- 2e Massacre de Boali
- 1er Grimari
- 2e Grimari
- Boguila
- Batangafo

La bataille de Bossangoa se déroule pendant la guerre civile de Centrafrique, à Bossangoa. La bataille voit notamment l'intervention des forces africaines de la FOMAC pour protéger les civils.

## Contexte
La ville de Bossangoa accueille plusieurs milliers de réfugiés chrétiens et musulmans. Environ 40 000 chrétiens ont trouvé refuge sur les terrains de l'archevêché de Bossangoa. De même, dans la même ville, près de 2 000 musulmans se sont réfugiés dans une école. La présence des forces de la Seleka et des milices anti-balaka autour de la ville laisse craindre des exactions à grande échelle en cas de dégradation de la situation.

## Déroulement

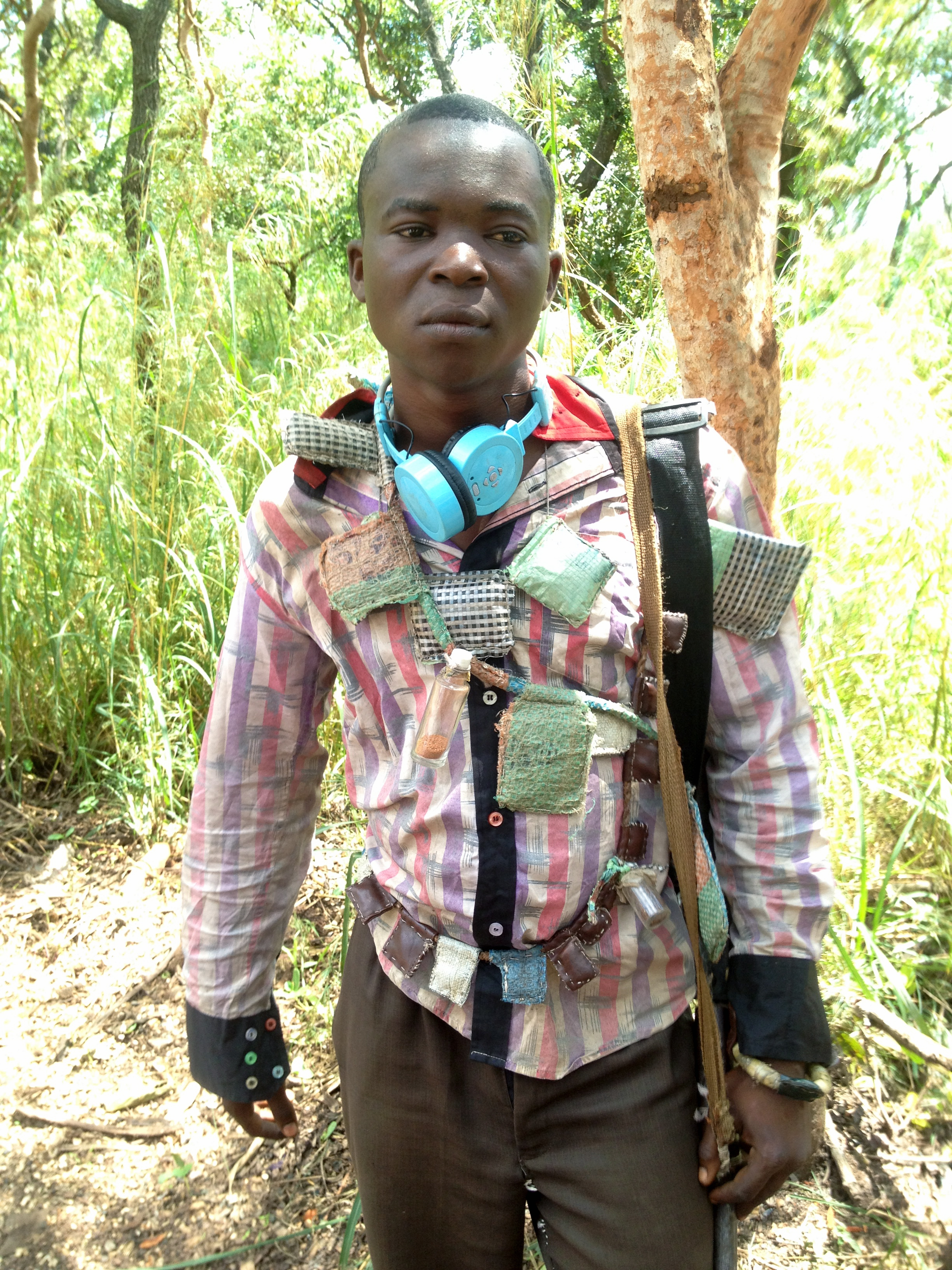
Jeune anti-balaka
(octobre 2013)

Les affrontements commencent vers 14h lors de l'attaque de Bossangoa par des forces anti-balaka. Les membres de la Seleka ripostent, et les combats entraînent la fuite massive de civils qui se réfugient dans les églises, les mosquées ou dans la base de la Force multinationale de l'Afrique centrale (FOMAC). Le commandant de la FOMAC, le capitaine Wilson, congolais, fait intervenir ses hommes pour protéger les civils déplacés des combats. Il fait évacuer des travailleurs humanitaires de la ligne de front.
Les combats tournent à l'avantage des milices anti-balaka. Le capitaine Wilson ordonne aux forces de la FOMAC de sécuriser le quartier musulman, afin d'éviter d'éventuelles exactions. Lors de cette intervention, un soldat congolais est touché à la poitrine et décède par la suite. Trente personnes auraient été tués dans les combats.
Le 6 décembre, peu après 14 h, des forces anti-balaka attaquent le quartier musulman de Boro, à Bossangoa. De nombreux musulmans fuient et se réfugient dans la maison de l'imam. Onze personnes, dont 5 femmes, qui n'avaient pu se mettre à l'abri sont tués à coup de machettes à l'extérieur de la maison de l'imam.
Au 7 décembre, l'insécurité est encore importante, les miliciens anti-balaka et ceux de la Seleka étant toujours présents autour de la ville. Peter Bouckaert, d'Human Rights Watch, fait état d'une femme tuée et de plusieurs maisons brûlées par le Seleka dans la journée du 7. Une centaine de soldats français arrive dans la ville dans la nuit du 7 au 8.